# The Swiss Family Robinson
la famille Robinson suisses 1975
Pour la série télévisée canadienne, voir Les Robinson suisses.
Diffusé le dimanche après-midi sur antenne 2 en 1977
Pour les articles homonymes, voir Le Robinson suisse.
The Swiss Family Robinson est une série télévisée américaine en 20 épisodes de cinquante minutes, créée par Irwin Allen d'après un roman de Johann David Wyss, et diffusée entre le 14 septembre 1975 et le 28 mars 1976 sur le réseau ABC. Cette serie ne doit pas être confondue avec une autre série canadienne diffusée un an auparavant : Les Robinson suisses.

## Synopsis
La Famille Robinson composée du père Karl, de sa femme Lotte et de ses deux fils Fred et Ernie ainsi qu'une orpheline Helga Wagner sont échoués sur une île volcanique à la suite du naufrage du navire qui les transportait. Ils vont découvrir que l'île recèle bien des mystères et feront la connaissance de Jeremiah Worth, échoué comme eux depuis sept ans.

## Distribution
- Martin Milner : Karl Robinson
- Pat Delaney : Lotte Robinson
- Willie Aames : Fred Robinson
- Eric Olson : Ernie Robinson
- Cameron Mitchell : Jeremiah Worth
- Helen Hunt : Helga Wagner

## Épisodes
1. titre français inconnu (The Typhoon)
2. titre français inconnu (The Hawk)
3. titre français inconnu (Man O'War)
4. titre français inconnu (The Pit)
5. titre français inconnu (The Tiki)
6. titre français inconnu (The Mountain)
7. titre français inconnu (Neptune's Nephew)
8. titre français inconnu (The Slave Ship)
9. titre français inconnu (The Chimp)
10. titre français inconnu (The Captain)
11. titre français inconnu (Ernie's Christmas)
12. titre français inconnu (The Castaway)
13. titre français inconnu (The Treasure)
14. titre français inconnu (The Wild Dog)
15. titre français inconnu (The Renegades)
16. titre français inconnu (The Bell)
17. titre français inconnu (Jean LaFitte: Part One)
18. titre français inconnu (Jean LaFitte: Part Two)
19. titre français inconnu (The Operation)
20. titre français inconnu (The Devils)

## Commentaires
La série à la différence de Les Robinson suisses qui était tournée en décors naturels, celle-ci était entièrement tournée dans les studios de la Twentieth Century Fox en Californie. Les images de l'île sont pour la plupart issues de stocks shots d'autres films et séries du studio.